# 대추야자
대추야자(학명: Phoenix dactylifera, 영어: date 또는 date palm)는 종려과에 속하는 상록 교목이다.

## 개요
동양에서 널리 재배하는 대추나무는 갈매나무과에 속하는 것으로 이 대추야자와는 속성이 전혀 다른 것이다. 이 나무의 열매가 대추나무의 열매와 유사하다고 하여 대추야자라 부르게 된 것이다.

## 역사
대추와 유사하게 생긴 열매는 식용하며, 중동 지역에서는 주식에 가까울 정도로 널리 먹는다. 대추야자와 그 열매는 오래전부터 널리 알려졌던 것이며, 성서에 여러 차례 나오는 종려나무도 바로 이 대추야자나무를 의미하는 것이다. 현 사우디아라비아의 국장에 새겨져 있는 야자나무도 이 대추야자나무이다. 가나와 사우디아라비아의 국화이기도 하다.

## 특징
건조기후 지역에서 잘 자라며, 중간 크기의 나무의 높이는 15m~25m, 잎 길이는 3m~5m에 달한다. 중동 지역에서 여전히 널리 재배하고 있는 것으로 드러나고 있다.

## 생산지
대추야자는 중동인 서남아시아와 북아프리카의 사막지역에서 흔하게 볼 수 있는 식물이며, 이집트, 이란, 사우디아라비아, 아랍에미리트, 파키스탄의 순으로 많이 생산되고 있는 것으로 조사되었다.
| 상위 10대 생산국 – 2017년 (단위: 톤)             | 상위 10대 생산국 – 2017년 (단위: 톤) | 상위 10대 생산국 – 2017년 (단위: 톤) |
| ------------------------------------------------ | ------------------------------------ | ------------------------------------ |
| 이집트                                           | 1,542,111                            |                                      |
| 사우디 아라비아                                  | 1,224,192                            |                                      |
| 이란                                             | 1,202,200                            |                                      |
| 알제리                                           | 1,058,559                            |                                      |
| 이라크                                           | 618,818                              |                                      |
| 파키스탄                                         | 440,606                              |                                      |
| 수단                                             | 439,355                              |                                      |
| 오만                                             | 360,917                              |                                      |
| UAE                                              | 344,714                              |                                      |
| 튀니지                                           | 260,000                              |                                      |
| World                                            | 8,384,286                            |                                      |
| 출처: UN Food and Agriculture Organization (FAO) |                                      |                                      |

## 쓰임새
대추야자는 열매, 씨 등의 식용이 가능하며, 중동 요리에서 빼놓을 수 없는 중요한 식재료이다.

## 갤러리

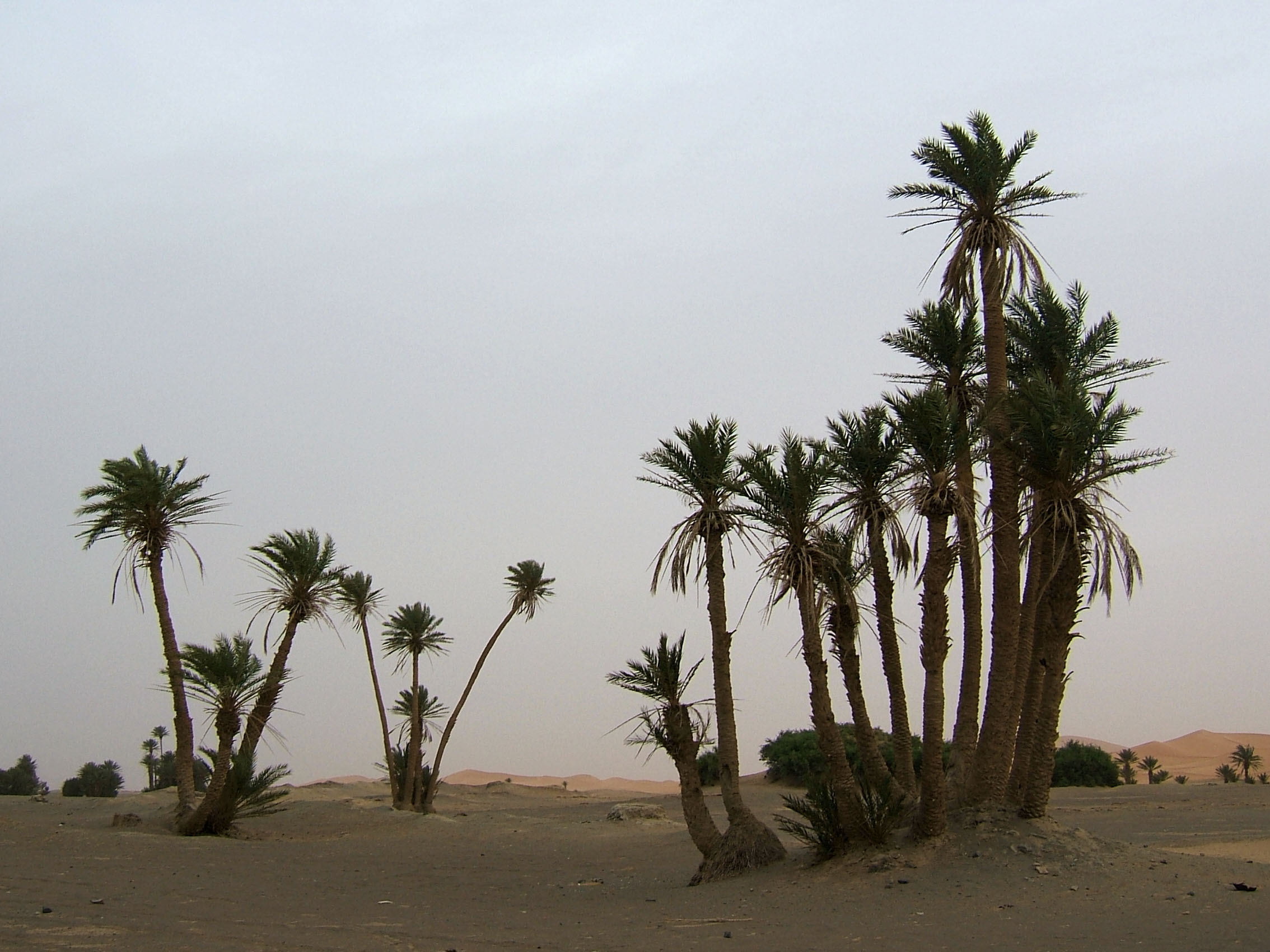
대추야자나무
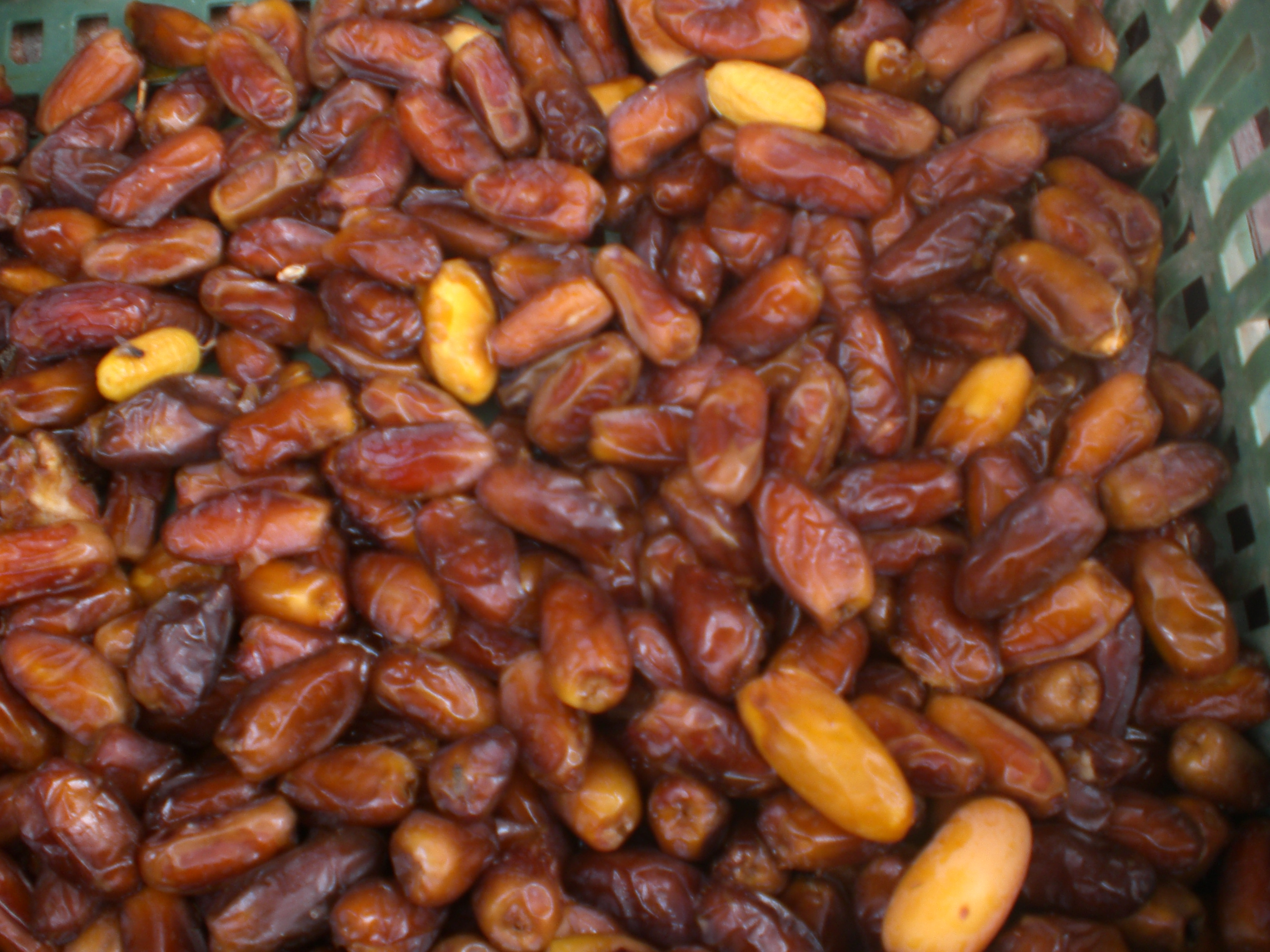
대추야자열매